# Suillia plumata
Suillia plumata är en tvåvingeart som först beskrevs av Friedrich Hermann Loew 1862.  Suillia plumata ingår i släktet Suillia och familjen myllflugor. Inga underarter finns listade i Catalogue of Life.